# トーマス・ウルフ
トーマス・クレイトン・ウルフ（英: Thomas Clayton Wolfe、1900年10月3日 - 1938年9月15日）は、20世紀初頭のアメリカ合衆国で活躍した作家である。「トマス・ウルフ」と表記されることもある。
ウルフは4本の長編小説に加え、複数の短編、戯曲、中編小説を執筆した。彼の作風は、自伝的な書き口で、独創性・詩趣に富んだ文章を、感じたまま叙情的に書き上げるものである。1920年代後半から1940年代にかけて執筆・出版された小説は、ウルフの繊細かつ洗練され、かなり分析的な視点を通したものではあるが、当時のアメリカ文化や風俗を鮮やかに反映している。現在では邦訳も絶版状態だが、存命中は広く知られた作家であった。
ウルフの死後、彼と同時代の作家ウィリアム・フォークナーは、ウルフは自分たちの時代で最も才能ある人物だったかもしれない、と述べた。ウルフの影響はビート・ジェネレーションの作家ジャック・ケルアックや、レイ・ブラッドベリ、フィリップ・ロスなどに及んでいる。彼は自伝文学 (autobiographical fiction) の第一人者として、現在でも現代アメリカ文学の重要作家であり、ノースカロライナ州出身の最も有名な作家と考えられている。

## 幼少期から青年期にかけて
ウルフはノースカロライナ州アシュビルで、ウィリアム・オリヴァー・ウルフ（英: William Oliver Wolfe、1851年 - 1922年）、ジュリア・エリザベス・ウェストール（英: Julia Elizabeth Westall、1860年 - 1945年）の間に、8人兄弟の末っ子として生まれた。きょうだい8人の内6人が成人した。親しい人間の間では、トムとの愛称で呼ばれた。
ウルフは自分が生まれたウッドフィン通り92番地（英: 92 Woodfin Street）で生活した。父親は石工として成功しており、墓石業を営んでいた。母親は下宿人を引き受けており、盛んに不動産取得を行っていた。1904年、母ジュリアはセントルイス万国博覧会に合わせて、ミズーリ州セントルイスに下宿屋を開いている。家族がセントルイスにいる間に、12歳だった兄のグローヴァーが腸チフスで亡くなっている。

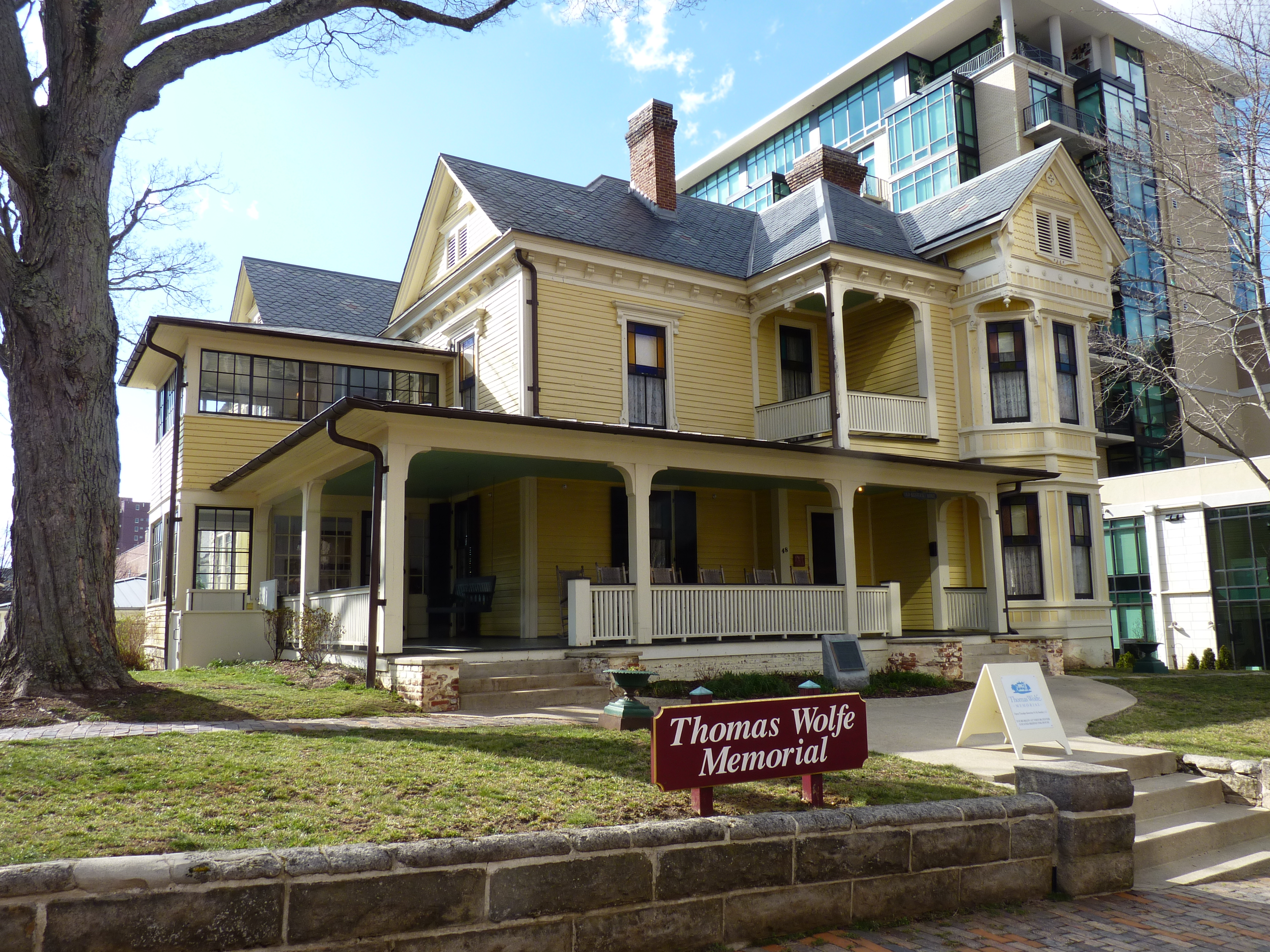
アシュビル、スプルース通り48番地（48 Spruce Street in Asheville）にあるトーマス・ウルフ・ハウス（現在は記念館）

1906年、母ジュリアはアシュビル・スプルース通り48番地近くの下宿屋「オールド・ケンタッキー・ホーム」（英: "Old Kentucky Home"）を買い取り、他の家族をウッドフィン通り（英: The Woodfin Street）の家に残したまま、末息子のトーマスとふたりで暮らし始めた。ウルフは1916年に大学へ進学するまで、スプルース通りのこの下宿屋で暮らした。現在建物は、記念館トーマス・ウルフ・ハウスとして一般公開されている。ウルフがきょうだいの中で1番親しくしていたのは兄のベンで、26歳という兄の早過ぎる死は、ウルフの小説『天使よ故郷を見よ』で描写されている。ジュリアは不動産の売り買いを行い、次第に不動産投資家として成功するようになった。ウルフはノース・ステート・フィッティング・スクールに通い、そこで出会った教師のマーガレット・ロバーツは、作家になりたいという彼の夢を後押しした。
ウルフはノースカロライナ大学チャペルヒル校 (UNC) に進学した。大学では社交クラブ Dialectic Society (en)  とパイ・カッパ・ファイ (Pi Kappa Phi) に籍を置き、いつしか自分の肖像画がノースカロライナ州の政治家ゼブロン・バンスの近くに掛けられるだろうと予言した（この予言は現在実現している）。1919年、脚本家になりたがったウルフは、大学で脚本家コースに参加した。ウルフが書いた一幕の劇 "The Return of Buck Gavin"（意味：バック・ギャヴィンの帰還）は、フレデリック・コッホ（英: Frederick Koch）の脚本家クラスの生徒で新しく結成された劇団カロライナ・プレイメーカーズによって演じられ、ウルフ自身もタイトル・ロールを演じた。彼はまた、UNCの学生新聞『デイリー・ターヒール』の編集に携わり、「産業の危機」The Crisis in Industry と銘打ったエッセイでワース賞哲学部門（英: The Worth Prize for Philosophy）を獲得している。彼が書いた別の戯曲 "The Third Night"（意味：第三の夜）は、先述の学生劇団プレイメーカーズによって1919年12月に上演された。ウルフはまたゴールデン・フリース栄誉者会（英: The Golden Fleece honor society）に入会している。
ウルフは学士（教養） (Bachelor of Arts) を取得して、1920年にUNCを卒業した。この年の9月にはハーバード大学教養大学院 (GSAS) に入学し、ジョージ・ピアース・ベイカーに師事して脚本を学んだ。ウルフによる脚本 "The Mountains"（意味：山々）は、1921年に開かれたベイカーのワークショップ "The 47 Workshop" で2パターン上演されている。
1922年、ウルフはハーバード大学で修士号を取得した。彼の父は同じ年の6月にアシュビルで亡くなり、このことは彼の執筆に大きな影響を与えた。ウルフはベイカーのワークショップでもう1年学ぶことにし、1923年5月には10シーンからなる演劇 "Welcome to Our City"（意味：僕らの街へようこそ）をプロデュースしている。
ウルフは1923年11月に再びニューヨーク市を訪れ、ブロードウェイで自分の戯曲を売り込むため、UNCへ資金提供を求めている。1924年2月、彼はニューヨーク大学 (NYU) で英語の講師 (National Council of Teachers of English) として働き始め、断続的に7年ほどこの仕事を続けた。

## キャリア
ウルフの脚本は軒並み大長編であったため、3年間1作の脚本も売ることはできなかった。シアター・ギルドが "Welcome to Our City" の制作に乗り出したが、この話は結局頓挫し、ウルフは自分の作風は舞台より小説に向いていると悟った。ウルフは1924年10月にヨーロッパに向かい、執筆を続けることにした。ウルフはイングランドを経て、フランス・イタリア・スイスへと向かっている。
1925年10月にアメリカへ戻ってくる船上で、ウルフはシアター・ギルドの舞台演出家アリーン・バーンスタイン（1882年 - 1955年）に出会った。バーンスタインはウルフより18歳年上で、成功した株式仲買人の夫との間に2人の子どもも儲けていた。ウルフとバーンスタインは船上で恋に落ち、5年間不倫関係を続けた。2人の関係は時にぶつかり合うような騒々しいものだったが、バーンスタインはウルフに大きな影響を与え、彼の執筆を励まし、金銭面でも支えた。
ウルフはやや吃音がちで、この癖は興奮すると助長された。身長6フィート6インチと長身だったウルフは、冷蔵庫を台にして、立ちながら原稿を執筆するのが常だった。
ウルフは1926年夏にヨーロッパへ戻り、自伝小説『失われしもの』"O Lost" の最初のバージョンを書き上げた。この小説はウルフがアシュビルで送った青春期を元に、彼の家族や友人・スプルース通りで母が営む下宿の間借り人たちの生活を年代記にしたもので、後に処女長編小説『天使よ故郷を見よ』へと発展した。ウルフは作品の中で、アシュビルに「アルタモント」という新しい名前を与え、母の営んでいた下宿には「ディクシーランド」（英: "Dixieland"）との名前を付けた。ウルフ家をモデルにした主人公家族はガント家とされ、ウルフ自身は主人公のユージーン（英: Eugene Gant）、父ウィリアムはオリヴァー（英: Oliver）、母ジュリアはエリザ（英: Eliza）として登場する。『失われしもの』のオリジナル原稿は1,100ページ超・33万3,000語の大作で、後の『天使よ故郷を見よ』の決定稿と比べるとやや実験的な書き口であった。作品はバーンスタインによって文学エージェント・マドレーヌ・ボイドの元へ持ち込まれ、ボイドはそれを、チャールズ・スクリブナーズ・サンズ（以下スクリブナー社）でF・スコット・フィッツジェラルドやアーネスト・ヘミングウェイを担当していた有名編集者マックス・パーキンズへ引き渡した。パーキンズは、ウルフの分身でもあるユージーンのキャラクターを明確にするために文章をあちこちカットするよう勧め、出版までに6万6,000語あまりが削除された。作品名は、当初の『失われしもの』から、ジョン・ミルトンの『リシダス』より引用した『天使よ故郷を見よ』に変更された。
『天使よ故郷を見よ』にはバーンスタイン宛の献辞が付けられ、ウォール街大暴落直前の1929年9月に出版された。出版直後の1930年にウルフはヨーロッパへ戻り、バーンスタインとの情事を終わらせようとした。ウルフは処女作の執筆から刊行まで面倒を見てくれたバーンスタインに感謝していたが、その一方で関係を断ち切りたがっていたのである。また、『天使よ故郷を見よ』は自伝的な作品だったので、自分を題材にされたと思った人々からは心証が悪く、ウルフは故郷アシュビルで爪弾きにされた（名前こそ変わっていたが、アシュビルがモデルであることは明白だった）。この騒ぎのためアシュビルを離れることを選んだウルフは、8年間帰省することもなく、代わりに印税とグッゲンハイム財団からの奨学金（1年間）でヨーロッパへ旅立った。『天使よ故郷を見よ』はイギリス・ドイツでベストセラーとなった。ウルフの家族には作品中の描写に慌てた者もいたが、姉のメイベルは、ウルフが強い心を持っていると信じている旨を書き送っている。
その後4年間ブルックリンに住んで執筆を続けたウルフは、スクリブナー社から出す第2作として、複数巻からなる大叙事詩 "The October Fair" を完成させて提出した（作品はマルセル・プルーストの『失われた時を求めて』並の大長編だった）。作品全体を出版した場合の商業的可能性を考えた後、パーキンズは原稿を大きくカットして、単巻ものとして出版することを決めた。第2作『時と川について』は1935年に出版され、処女作の『天使よ故郷を見よ』より商業的に成功した。ウルフの作品は、登場人物の心情や動作を全て再現しようとするために大長編となっており、一方で記述の分量などバランス感覚が欠けていたので、この点をパーキンズの編集が補った。この編集作業に深く感謝していたウルフは、この作品にパーキンズ宛の献辞を付けた。パーキンズは編集者が表に出るのをよしとせず、ウルフの身を切らせて削除に同意させたことなどを挙げて献呈を断ろうとしたが、結局は受け入れた上で、自分にとって幸せなことだと書き送っている。今度の作品にはアシュビルの人々は登場しなかったが、皮肉なことに、地元住民は自分たちが登場しなかったことで慌てふためいた。作中に登場するエスター・ジャック（英: Esther Jack）は、バーンスタインをモデルにしたものだった。刊行と前後した1934年、ウルフはボイドとの契約を解除してマキシム・リーバーと文学エージェント契約を結んだ。
ウルフは元から神経質な人間だったが、1935年に出した最初の短編集『死より朝へ』"From Death to Morning" が酷評を受け始めたことで、パーキンズなど周囲の人間に当たり散らすようになった。また、自らの実体験を元に『天使よ故郷を見よ』『時と川について』を書き上げたウルフは、パーキンズから聞いた話などを元に、スクリブナー社の内幕を小説に起こし始めた。パーキンズの同僚だったジョン・ホール・ホィーロックは、「彼は不用意な発言をする男ではなかった」が、「酔いがまわってくると、トムを授からなかった息子のように思って話をしたのだろう」と振り返っている。パーキンズはこれでは会社に居られなくなると漏らし、エージェントのエリザベス・ノーウェルから不用意にもこの発言を伝えられたウルフは激怒した。さらに具合の悪いことに、『死より朝へ』収録の短編でモデルにされた女性が、ウルフへ慰謝料の支払いを求める訴えを起こそうとした。パーキンズは彼女たちが金目当てに申し入れたに過ぎず、ウルフを執筆に専念させるため示談で穏当に解決しようと考えていた。また、長年にわたって身近な人物を題材としてきたウルフには、裁判沙汰になれば名誉毀損訴訟を何件も起こされるリスクがあった。しかしウルフはこの行動に対して、「スクリブナー社が自分を守ってくれなかった」と不満を抱いた。この一件を機に、1936年11月12日、ウルフは契約の解除を手紙で申し入れ、スクリブナー社もそれを了承して印税を清算した。
ウルフとスクリブナー社の決裂については、パーキンズのしつけめいた厳しい編集が原因になったとの指摘も存在する。また、パーキンズの編集無しでは成功できなかったとの論評に、ウルフが憤慨したという説も存在する。1936年にバーナード・デヴォートが『サタデー・レビュー』"Saturday Review" へ発表した非難記事では、ウルフの書いた『ある小説の物語』"The Story of a Novel" を評しつつ、『天使よ故郷を見よ』について、「切り刻まれ、成型され、圧縮されて、パーキンズ氏の小説というか、スクリブナー社の大量生産品のようになっている」（英: [Look Homeward, Angel was] "hacked and shaped and compressed into something resembling a novel by Mr. Perkins and the assembly-line at Scribners."）と書かれている。デヴォートは、構成力も無いウルフは、パーキンズ無しでは大作家になれなかったと断定した。『ある小説の物語』は、前年1935年7月にコロラド大学で開かれた作家会議で、自作執筆におけるパーキンズの助力を語り、これに加筆して出版したものだった。結局ウルフは、スクリブナー社を離れるようにというエドワード・アズウェルの説得を呑み、ハーパー&ブラザーズへ版元を変えた。
パーキンズと文学上は訣別したものの、ウルフはパーキンズの中に父親像を見出しており、息子を望みながら娘ばかり5人授かったパーキンズの側も、ウルフを息子のように見ていたと言われている。仕事と家庭生活をきっちり分けていたパーキンズだったが、ウルフだけは例外として何度もパーキンズ家を訪れて会食した。ウルフは『汝再び故郷に帰れず』中で、パーキンズがモデルのフォックスホール・モートン・エドワーズ編集長（通称フォックス）について、次のように書き記している。
ウルフは長い間ヨーロッパで生活したが、作品は特にドイツで人気となり、現地で多くの友人を作った。しかしながら、1936年にユダヤ人への差別事件を目撃したことが原因となり、狼狽したウルフはドイツの政治情勢に関する考えを改めた。ウルフはアメリカへ帰国し、自分の観察に基づいた小説 "I Have a Thing to Tell You"（意味：君たちに言うことがある）を『ニュー・リパブリック』誌に掲載した。この掲載がきっかけで、ドイツ政府はウルフの本を発禁処置にし、同時にウルフ本人のドイツ渡航も禁止された。
1937年には、南北戦争中に起きた同名の戦いを扱った短編小説 "Chickamauga"（チカモーガ）を出版している。ウルフは同じ年の夏に、処女作『天使よ故郷を見よ』出版以来初めてアシュビルへ帰省した。

## 死
1938年、新しい編集者エドワード・アズウェルに100万語の原稿を託した後、ウルフはニューヨークを離れてアメリカ西部旅行へ出掛けた。道中、ウルフはパデュー大学に立ち寄って "Writing and Living"（意味：書くことと生きること）と題した講義を行い、その後これまで訪れたことの無かった西部の11国立公園を2週間かけて巡った。ウルフはアズウェルへ、過去の作品では自分の家族を主題にしていたが、今ではもっと全体的な視点で物が書けそうだと書き送っている。7月、ウルフはシアトルを訪れている最中に肺炎にかかり、現地病院に3週間入院した。姉のメイベルは、ワシントンD.C.で営んでいた下宿を畳み、ウルフの看病をするためシアトルに駆けつけた。合併症を起こしたウルフは、その後脳内の粟粒結核（ぞくりゅうけっかく）と診断された。
9月6日、ウルフはアメリカで最も有名な脳外科医ウォルター・ダンディの治療を受けるため、ボルティモアのジョンズ・ホプキンズ病院へ転院した。転院後手術が行われたが、病巣は彼の右脳全体に広がっており、根治手術は不可能と判断された。ウルフは意識を回復すること無く、38歳の誕生日を18日後に控えた1938年9月15日に結核性脳炎が原因で亡くなった。彼の最後の作品は国立公園を巡る2週間の旅を綴った紀行文で、彼の死から数時間後に、ウルフを看取った人々によって見つけられた。
パーキンズやスクリブナー社と訣別したウルフだったが、彼は昏睡状態に陥る前、シアトルの病床から、最も親しい友人と考えていたパーキンズへ手紙を送っている。彼はパーキンズがウルフの作品を物にする手助けをしたことを認め、結びに次のように綴っている。
パーキンズはウルフの遺言執行人を務め、またノース・カロライナ大学の『カロライナ・マガジン』へ追悼文を寄せた。
ウルフはノースカロライナ州アシュビルのリバーサイド共同墓地 (Riverside Cemetery) へ、両親やきょうだいと共に埋葬されている。
ウルフの死の翌日、ニューヨーク・タイムズ紙は、「彼は、現在のアメリカ文学で最も自信を持った若い表現者のひとりで、よく響く豊かな声だっただけに、その音が突然鳴り止んだことが信じがたいほどだ。行儀が悪く予測不可能な才能だったけれど、彼には天才という刻印がふさわしい。彼の中には、人生や表現に対する尽きることの無い精力、不屈の迫力、癒やされない執着心があり、それは彼を高みに押し上げたかもしれない一方で、彼自身を引き裂いたものでもあった」と掲載した。またタイム誌は、「先週のトーマス・クレイトン・ウルフの死は、批評家たちに激しい衝撃を与え、同時代のアメリカの小説家中で、彼が最も期待されていた人物だと認識させた」と評した。

## 死後の出版
ウルフの生前に出版された作品は全体の半分も無く、死後多くの未出版原稿が残された。出版社に完成済で未出版の小説を2冊残して亡くなったのは、アメリカの作家でウルフが初めてだった。この2冊は、ハーパー&ブラザーズのエドワード・アズウェルが編集した後、『くもの巣と岩』・『汝再び故郷に帰れず』として出版された。それぞれ700ページ近くある2作には、「今まで書かれた単巻物小説の中で最長の2冊」との批評も付けられた。作中で、ウルフは自己投影した登場人物の名前を、それまでのユージーン・ガントからジョージ・ウェバー（英: George Webber）へ変更している。
『天使よ故郷を見よ』の「作家版」("author's cut") である、オリジナルの『失われしもの』"O Lost" は、F・スコット・フィッツジェラルドの研究者であるマシュー・J・ブルッコリによって再構成され、ウルフの生誕100年を記念した2000年に出版された。ブルッコリは、パーキンズは有能な編集者だったものの、『天使よ故郷を見よ』は完全版の『失われしもの』に見劣りし、完全版の小説の刊行は「文学の正典へ名作を復活させるも同然だ」（英: [the publication of the complete novel] "marks nothing less than the restoration of a masterpiece to the literary canon."）と述べている。

## 批評
『天使よ故郷を見よ』の出版に当たり、ジョン・チェンバレン、カール・ヴァン・ドーレン、ストリングフェロー・バーなど、多くの批評家が好意的な反応を寄せた。マーガレット・ウォレス（英: Margaret Wallace）は、『ニューヨーク・タイムズ・ブック・レビュー』の中で、ウルフが「アメリカの田舎暮らしでの退屈な境遇から今までに産み出された中で、興味深く力強い本」を作り上げたと評した。『スクリブナーズ・マガジン』に掲載された匿名レビュー、そして多くの批評家や学者たちが、ウルフとウォルト・ホイットマンの作風に共通点が多いことを指摘している。
1930年7月に『天使よ故郷を見よ』がイギリスで出版された時にも、同様の批評が寄せられた。作家・詩人のリチャード・アルディントンは、「[小説は]計り知れない誇大な表現の産物で、有機的な形を取り、動きがあって、生命の愛で溢れている･･････わたしはウルフ氏を大いに賛美する」と述べた。アメリカ人初のノーベル文学賞受賞者となったシンクレア・ルイスは、1930年の受賞スピーチや記者会見の場でウルフについて述べ、「彼はアメリカで最も偉大な作家になるチャンスを手にしていたかもしれない･･････実際わたしには、彼が世界で最も偉大な作家のひとりに選ばれない理由が分からない」と述べている。
彼の長編第2作『時と川について』の出版に当たっては、欠点をいくつか挙げた批評家もいたが、概ね好意的な批評を得て、読者の反応も作品を支持するものが多かった。作品は大衆に受け入れられ、ウルフはアメリカで唯一人のベストセラー作家となった。出版は「1935年の文学史に残るイベント」と見なされたが、これは『天使よ故郷を見よ』の出版当初、ほとんど注目されなかったこととは対照的だった。『ニューヨーク・タイムズ』、『ニューヨーク・ヘラルド・トリビューン』の両紙は、1面に熱烈な書評を掲載した。クリフトン・ファディマンは『ザ・ニューヨーカー』で、本に抱いた感情は上手く表せないが、「数十年、アメリカ文学には彼のような雄弁さは登場していなかった」（英: "for decades we have not had eloquence like his in American writing."）と評した。『ニュー・リパブリック』のマルカム・カウリーは、本が半分の長さだったなら2倍良かったとしつつも、ウルフは「ディケンズやドストエフスキーと同じ香りがすると評されるであろう、現代唯一の作家」（英: "the only contemporary writer who can be mentioned in the same breath as Dickens and Dostoevsky"）だと述べた。ロバート・ペン・ウォーレンは、ウルフは「書かれたかもしれない見事な小説」（英: [from which] "several fine novels might be written"）から、素晴らしい断章を作り上げたと評し、「シェイクスピアはただ『ハムレット』を書いただけで、彼自身はハムレットではなかったことを思い出してもよいかもしれない」とも続けた。ジョン・ドナルド・ウェイドもウルフを賛美する批評を出版している。
ウルフは生前、F・スコット・フィッツジェラルドやアーネスト・ヘミングウェイ、ウィリアム・フォークナーと並ぶアメリカ文学の代表的な作家のひとりと考えられていた。2003年の『ニューヨーク・タイムズ』紙では、ウルフの世評や関連した学術論文は「回復傾向」（英: "upswing"）にあると評されたが、実際の所、作品の人気は彼の死後「全て打ち砕かれ」た（英: "all but destroyed"）。ウルフの作品は、大学の授業や優れた作家によるアンソロジーでも、省かれることがしばしばである。フォークナーやW・J・キャッシュはウルフを同時代の作家で最も有能な人物と位置づけた（但しフォークナーは後にこの評価を下方修正している)。初期にはウルフの作品を賛美していたフォークナーだったが、後に彼は、ウルフの作品について「ベリーダンスを踊ろうとしている象のようだ」（英: "like an elephant trying to do the hoochie-coochie"）と述べている。アーネスト・ヘミングウェイは、ウルフを評して「文学界の膨れすぎたリル・アブナー」（英: "the over-bloated Li'l Abner of literature"）だと述べた。

## アーカイブ
ウルフの作品を集めたアーカイブ・コレクションは、アメリカ合衆国の2大学に収蔵されている。1つはハーバード大学ホートン図書館の「トーマス・クレイトン・ウルフ文書」（英: The Thomas Clayton Wolfe Papers）で、ここにはウルフの全原稿が収められている。2つ目は、ノースカロライナ大学チャペルヒル校のノース・カロライナ・コレクションに収蔵された、トーマス・ウルフ・コレクションである。ノースカロライナ大学チャペルヒル校では、ウルフの誕生日に近い毎年10月に、現代の作家に向けてトーマス・ウルフ賞の授与と記念講義を開催しており、過去の受賞者には、ロイ・ブラント・ジュニアや、ロバート・モーガン、パット・コンロイなどがいる。

## 発展作品

### レガシー
ハーバード大学の歴史研究家、デイヴィッド・ハーバート・ドナルド（英: David Herbert Donald）は、ウルフを扱った伝記 "Look Homeward" で、1988年のピューリッツァー賞 伝記部門を獲得した。
ウルフに触発された多くの作家の中には、『ブルックリン横丁』の作者ベティ・スミスや、『ギャップ・クリーク』を書いた詩人のロバート・モーガン、『潮流の王者』を書いたパット・コンロイなどがおり、中でもコンロイは、「わたしの作家としてのキャリアは、自分が『天使よ故郷を見よ』を読み終えたその瞬間に始まった」（英: "My writing career began the instant I finished Look Homeward, Angel."）と述べている。ジャック・ケルアックもウルフを崇拝していたほか、レイ・ブラッドベリもウルフの影響を受け、彼を自作の登場人物として登場させている。人気テレビシリーズ『わが家は11人』を制作したアール・ハムナー・ジュニアは、若い頃ウルフに熱中していたという。
ハンター・S・トンプソンは、彼の有名な台詞 "Fear and Loathing"（意味：不安と強い嫌悪）について、ウルフの作品から引用したと述べている（『くもの巣と岩』62ページからの引用)。
チャールズ・スクリブナーズ・サンズの編集者マックス・パーキンズとの交流を主軸にした2016年の映画『ベストセラー 編集者パーキンズに捧ぐ』では、ジュード・ロウがウルフ役を演じた。またパトロン兼パートナーだったアリーン・バーンスタイン役はニコール・キッドマンが演じた。

### トリビュート作品
サンドラ・メイソン（英: Sandra Mason）による戯曲 "Return of an Angel"（意味：天使の帰還）では、『天使よ故郷を見よ』出版当時、ウルフ家やアシュビルの人々がどのような受け止め方をしたか描かれている。戯曲は、記念館トーマス・ウルフ・ハウスの近くで、ウルフの誕生月である10月に数回上演されている。アシュビルのパック記念図書館（英: Pack Memorial Library）には、「アシュビルの有名な息子を讃えて」（英: "honors Asheville's favorite son"）トーマス・ウルフ・コレクションが収蔵されている。西ノース・カロライナ歴史協会（英: The Western North Carolina Historical Association）は、1955年以来トーマス・ウルフ記念文学賞（英: The Thomas Wolfe Memorial Literary Award）を毎年開催しており、前年の文学で業績があった人物へ賞が贈られる。トーマス・ウルフ・ソサエティは、ウルフの執筆した作品を祝い、毎年作品に関するレビューを出版している。アメリカ合衆国郵便公社は、ウルフ生誕100年となった2000年に、記念切手を発売している。

### 翻案作品
1958年、ケッティ・フリングスは、『天使よ故郷を見よ』を元に同名の戯曲を作り上げた。作品はブロードウェイのエセル・バリモア・シアターで564回上演され、トニー賞6部門にノミネートされたほか、1958年のピューリッツァー賞 戯曲部門を獲得した。『ロサンゼルス・タイムズ』は、同じ年の「今年の女性」にフリングスを選出している。1972年には、『時と川について』が1時間もののテレビドラマとして放送された。
ウルフの戯曲 "Welcome to Our City"（意味：僕らの街へようこそ）は、彼がハーバード大学に在籍していた頃に2回、そして1950年代にはチューリッヒで上演されているほか、2000年には、ウルフ生誕100年を記念し、ニューヨークのミント・シアター（英: Mint Theater）で上演された。

## 記念事業

### 博物館
母ジュリアが営んでいた下宿「オールド・ケンタッキー・ホーム」はウルフ家によって寄贈され、1950年代から記念館トーマス・ウルフ・ハウスとして公開されている。建物の管理は1976年からノースカロライナ州が請け負っており、現在ではアメリカ合衆国国定歴史建造物にも指定されている。1998年には、ウルフ家から引き継がれた800の収蔵品の内200点と、家の食堂部分が、ストリート・フェスティバルベレ・チェアの開催中に放火されて消失した。現在でも放火犯は不明のままである。修復には240万ドルがかけられ、記念館は2003年に再オープンした。

### トーマス・ウルフ・ソサエティ
トーマス・ウルフ・ソサエティ（英: The Thomas Wolfe Society）は、ウルフの正しい評価と、その作品の研究を進めようと1970年代遅くに発足した。ソサエティは毎年5月に、ウルフが訪れたアメリカ・ヨーロッパの各地で年次総会を行っている。最近の会合は、サウスカロライナ州グリーンビルやフランス・パリ、ミズーリ州セントルイスなどで行われている。ウルフに関連した作品や学術論文、書簡、批評文などを集め、毎年「トーマス・ウルフ・レビュー」（英: The Thomas Wolfe Review）として発行している。ソサエティはウルフの名を冠した文学奨学金の授与も行っている。

## 作品
- 1929年[91] - 『天使よ故郷を見よ（英語版）』"Look Homeward, Angel"
  - 邦訳：トーマス・ウルフ 著、大沢衛 訳『天使よ故郷を見よ』 上巻、三笠書房〈三笠ライブラリー. 現代世界文学篇; 第4〉、1952年。 NCID BA32562966。OCLC 672816097。全国書誌番号:58011765。
  - 邦訳：トーマス・ウルフ 著、大沢衛 訳『天使よ故郷を見よ』 下巻、三笠書房〈三笠ライブラリー. 現代世界文学篇〉、1954年。 NCID BA47635553。OCLC 673409098。全国書誌番号:54003830。
  - 邦訳：トーマス・ウルフ 著、大沢衛 訳『天使よ故郷を見よ』 上巻、新潮社〈新潮文庫〉、1955年。ISBN 4102500022。 NCID BN05133244。OCLC 835084017。全国書誌番号:55002604。
  - 邦訳：トーマス・ウルフ 著、大沢衛 訳『天使よ故郷を見よ』 下巻、新潮社〈新潮文庫〉、1955年。ISBN 4102500022。 NCID BN05133244。OCLC 835084038。全国書誌番号:55006237。
  - 邦訳：トマス・ウルフ 著、福田尚造 訳『天使よ故郷を見よ』研究社出版〈20世紀英米文学案内6〉、1966年。ISBN 4327134066。 NCID BN02203081。
  - 『天使よ故郷を見よ』 大沢衛訳、講談社文芸文庫（上・下）、2017年。
- 1933年 - "No Door" - 中編小説。1933年と1934年の『スクリブナーズ・マガジン（英語版）』に分割して掲載された後、『時と川について』の一部分として組み込まれた[92]
- 1935年[93] - 『時と川について（英語版）』"Of Time and the River"
  - 邦訳：トマス・ウルフ 著、酒本雅之 訳『時間と川』研究社出版〈20世紀英米文学案内 6〉、1966年。ISBN 4327134066。 NCID BN02203081。
- 1935年[1] - 『死より朝へ』"From Death to Morning"
  - 邦訳：トマス・ウルフ 著、輪島士郎 訳『死より朝へ』研究社出版〈20世紀英米文学案内 6〉、1966年。ISBN 4327134066。 NCID BN02203081。
- 1936年[1] - 『ある小説の物語』"The Story of a Novel"
  - 邦訳：トマス・ウルフ 著、古平隆 訳『ある小説の物語』研究社出版〈20世紀英米文学案内 6〉、1966年。ISBN 4327134066。 NCID BN02203081。
- 1937年 - 『チカモーガ』"Chickamauga"（短編小説）
- 1937年 - "The Child By Tiger" - 『サタデー・イヴニング・ポスト（英語版）』1937年9月11日号に掲載
- 1937年 - "The Lost Boy" (en) （中編小説）
- 1939年[1] - 『くもの巣と岩（英語版）』"The Web and the Rock" [死後出版]
  - 邦訳：トーマス・ウルフ 著、細入藤太郎 訳『大地をおおう蜘蛛の巣』英宝社〈英米名作ライブラリー〉、1957年。 NCID BN11151284。全国書誌番号:57000133。
  - 邦訳：トマス・ウルフ 著、井出弘之 訳『蜘蛛の巣と岩』研究社出版〈20世紀英米文学案内 6〉、1966年。ISBN 4327134066。 NCID BN02203081。
- 1940年[1] - 『汝再び故郷に帰れず（英語版）』"You Can't Go Home Again" [死後出版]
  - 邦訳：トーマス・ウルフ 著、鈴木幸夫 訳『汝再び故郷に歸れず』荒地出版社〈現代アメリカ文学全集〉、1959年3月。 NCID BN05163110。
  - 邦訳：トーマス・ウルフ 著、鈴木幸夫 訳『汝再び故郷に帰れず』荒地出版社〈ニュー・アメリカン・ノヴェルズ〉、1968年。 NCID BN12720691。全国書誌番号:68003792。
  - 邦訳：トマス・ウルフ 著、田辺宗一 訳『帰れぬ故郷』研究社出版〈20世紀英米文学案内 6〉、1966年。ISBN 4327134066。 NCID BN02203081。
- 1941年 - "The Hills Beyond" [死後出版]
  - 邦訳：トマス・ウルフ 著、輪島士郎 訳『遥かなる山々』研究社出版〈20世紀英米文学案内 6〉、1966年。ISBN 4327134066。 NCID BN02203081。
- 1948年 - "Mannerhouse: A Play in a Prologue and Four Acts" [死後出版]
- 1951年 - "A Western Journal: A Daily Log of the Great Parks Trip, June 20-July 2, 1938" [死後出版]
- 1956年 - "The Letters of Thomas Wolfe" [死後出版]
- 1961年 - "Short Novels of Thomas Wolfe" [死後出版]
- 1970年 - "The Mountains: A Play in One Act; The Mountains: A Drama in Three Acts and a Prologue" [死後出版]
- 1983年 - "Welcome to our City: A Play in Ten Scenes" [死後出版]
- 1983年 - "Beyond Love and Loyalty: The Letters of Thomas Wolfe and Elizabeth Nowell" [死後出版]
- 1983年 - "My Other Loneliness: Letters of Thomas Wolfe and Aline Bernstein"（リチャード・ケネディ編集）
- 1986年 - "The Hound of Darkness" [死後出版]
- 1987年 - "The Collected Stories of Thomas Wolfe"（フランシス・E・スキップ編集）
- 1994年 - "The Starwick Episodes" [死後出版]
- 1995年 - "The Party at Jack's" [死後出版]
- 2000年 - "To Loot My Life Clean: The Thomas Wolfe-Maxwell Perkins Correspondence"（マシュー・J・ブルッコリ（英語版）、パーク・バッカー編集）
- 2000年 - "O Lost: A Story of the Buried Life"（ブルッコリ編集による、完全版の『失われしもの』）
- "God's Lonely Man"（日付不明のエッセイ）

## 評伝
- 常本浩『ある小説家の物語 トマス・ウルフ　人と作品』金星堂、1988年。 NCID BN02888015。

※以下の書籍では部分的にウルフを解説している。
- 須山静夫『神の残した黒い穴 現代アメリカ南部の小説』花曜社、1978年。 NCID BN03064978。
- 高橋正雄『アメリカ南部の作家たち』南雲堂、1987年。 NCID BN01186817。
- 高橋正雄『英米文学つれづれ草―または、「あらかると」』朝日出版社、2018年。ISBN 4255010633。